# Irenarco di Solovki
Irenarco di Solovki (... – 1628) è stato un monaco cristiano russo.
Fu egumeno (abate) del monastero di Solovki. È venerato come santo dalla Chiesa ortodossa russa, che lo ricorda il 17 luglio.

## Biografia
Monaco dotato di zelo e attenzione nel culto religioso, Irenarco fu nominato egumeno del monastero di Solovki nel 1614. Sotto la sua direzione il monastero fu fortificato in più punti con la costruzione di una cinta di mura in pietra, sormontata da torri ed un profondo fossato che avrebbero permesso al monastero stesso di sostenere l'eventuale attacco delle truppe svedesi e danesi.
Sotto la sua direzione spirituale furono inoltre formati molti asceti, tra cui va ricordato San Eleazar, fondatore di uno skit sulla vicina isola di Anzersk.
Irenarco morì nel 1628, dopo aver passato gli ultimi anni della propria esistenza in costante e silenziosa preghiera. Leggenda vuole che le sue reliquie giacciano in un incavo nascosto della cappella del monastero a lui dedicata.